# تحالف الشعب (المالديف)
تحالف الشعب هو حزب سياسي في جزر المالديف. سُجل من قبل لجنة الانتخابات في 4 آب / أغسطس 2008.
وكان الزعيم السابق للحزب وزير التجارة السابق والرئيس الحالي لجزر المالديف عبد الله يمين، وهو الأخ غير الشقيق للرئيس السابق مأمون عبد القيوم قد استقال في عام 2010 للانضمام إلى الحزب التقدمي لجزر المالديف.